# التیندیر، ساسون
التیندیر، ساسون (به لاتین: Altındere, Sason) یک منطقهٔ مسکونی در ترکیه است که در استان باتمان واقع شده‌است.

## خصوصیات
التیندیر ۲۶۷ نفر جمعیت دارد.